# Horakere, Gubbi
Horakere là một làng thuộc tehsil Gubbi, huyện Tumkur, bang Karnataka, Ấn Độ.